# Weltpostdenkmal

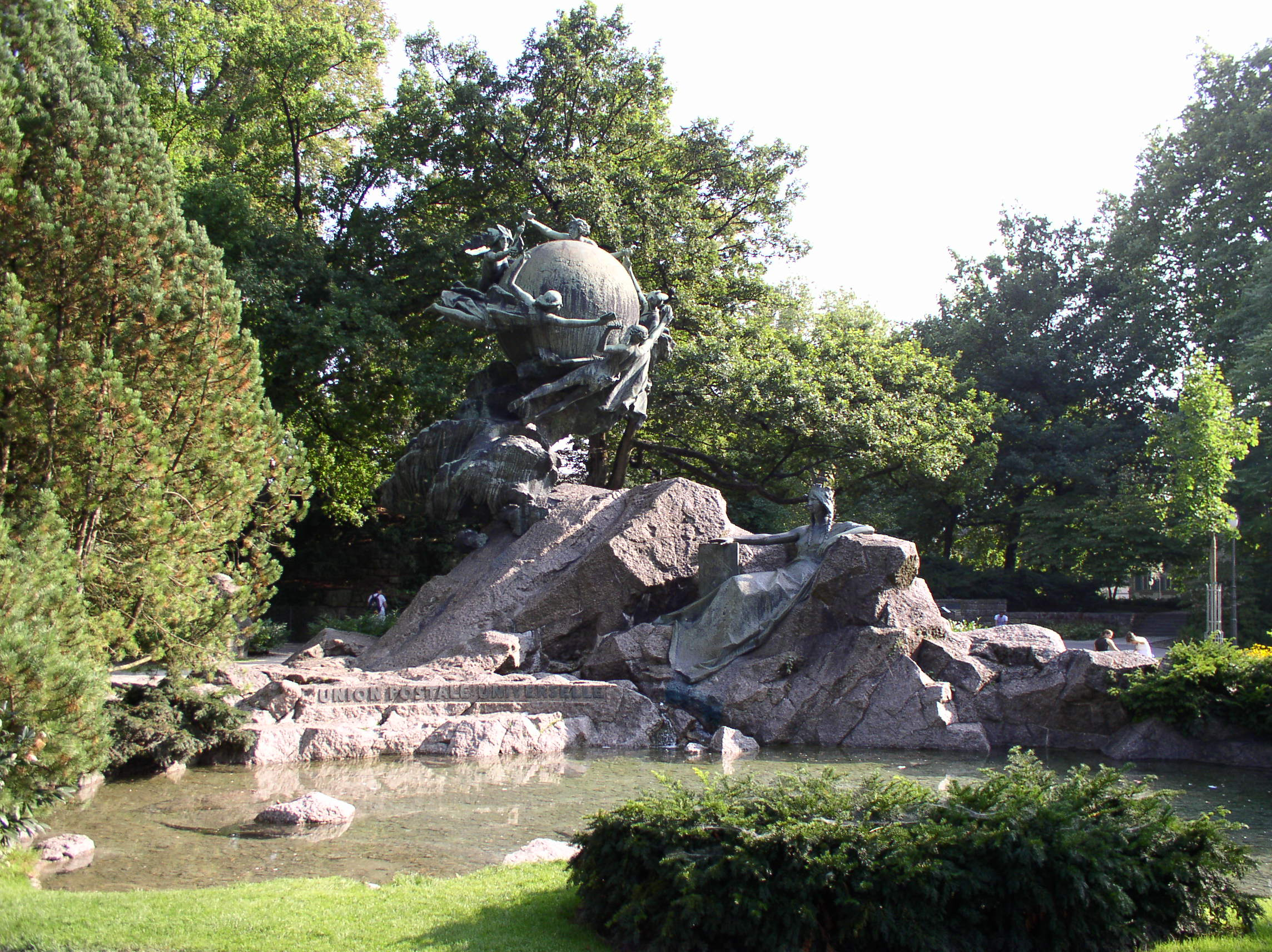
Weltpostdenkmal 2005

Die Flagge des Weltpostvereins greift das Denkmal auf

Das Weltpostdenkmal steht auf der Kleinen Schanze in Bern und erinnert daran, dass Bern Gründungsstadt und Sitz des seit 1874 bestehenden Weltpostvereins ist.
Die Bronzeplastik namens Autour du monde («Rund um die Welt») stammt von dem Franzosen René de Saint-Marceaux (1845–1915), der damit 1903 ein internationales Preisausschreiben gewann. Die Einweihung des damals rund 200'000 Schweizer Franken teuren Denkmals fand sechs Jahre später, am 4. Oktober 1909, statt.

## Beschreibung
Die Plastik steht hinter einem breiten Brunnenbecken auf einer künstlichen Felsformation, an deren Fuss ein Quell entspringt. Oben auf der höchsten Spitze des Felsens befindet sich eine Wolkensäule, welche die majestätische Erhabenheit der Berner Alpen versinnbildlichen soll und die scheinbar in den Weltraum entweichen will. Diese Wolkensäule trägt eine Weltkugel, um die fünf die Erdteile verkörpernde weibliche Gestalten schweben und einander Briefe zureichen.
Auf einem Unterbau aus Granit sitzt daneben die Berna, eine Personifikation der Stadt Bern in Frauengestalt, die die ausgestreckte Rechte auf das Wappen der Stadt Bern stützt.
Das Motiv der Erdkugel mit den fünf Botinnen, die sich gegenseitig Briefe weiterreichen, fand 1967 Einzug in die Flagge des Weltpostvereins und wurde damit zu deren Wahrzeichen. Zudem findet sich das Motiv auf über 800 Briefmarken (Stand: 2009) in der ganzen Welt.

## Geschichte

Teilansicht des Weltpostdenkmals mit Weltpost-Allegorie und Berna, 1909

### Anlass
Aus Anlass des 25-jährigen Bestehens des Weltpostvereins fand im Juni 1900 in Bern ein (ausserordentlicher) Jubiläumspostkongress statt. Auf diesem Kongress schlug der deutsche Staatssekretär Victor von Podbielski vom Reichspostamt vor, ein Denkmal zu errichten. Dieser Vorschlag wurde einstimmig angenommen. Der schweizerische Bundesrat schrieb daraufhin am 31. Oktober 1902 einen internationalen Wettbewerb aus, um an die Gründung des Weltpostvereins zu erinnern.

### Wettbewerb

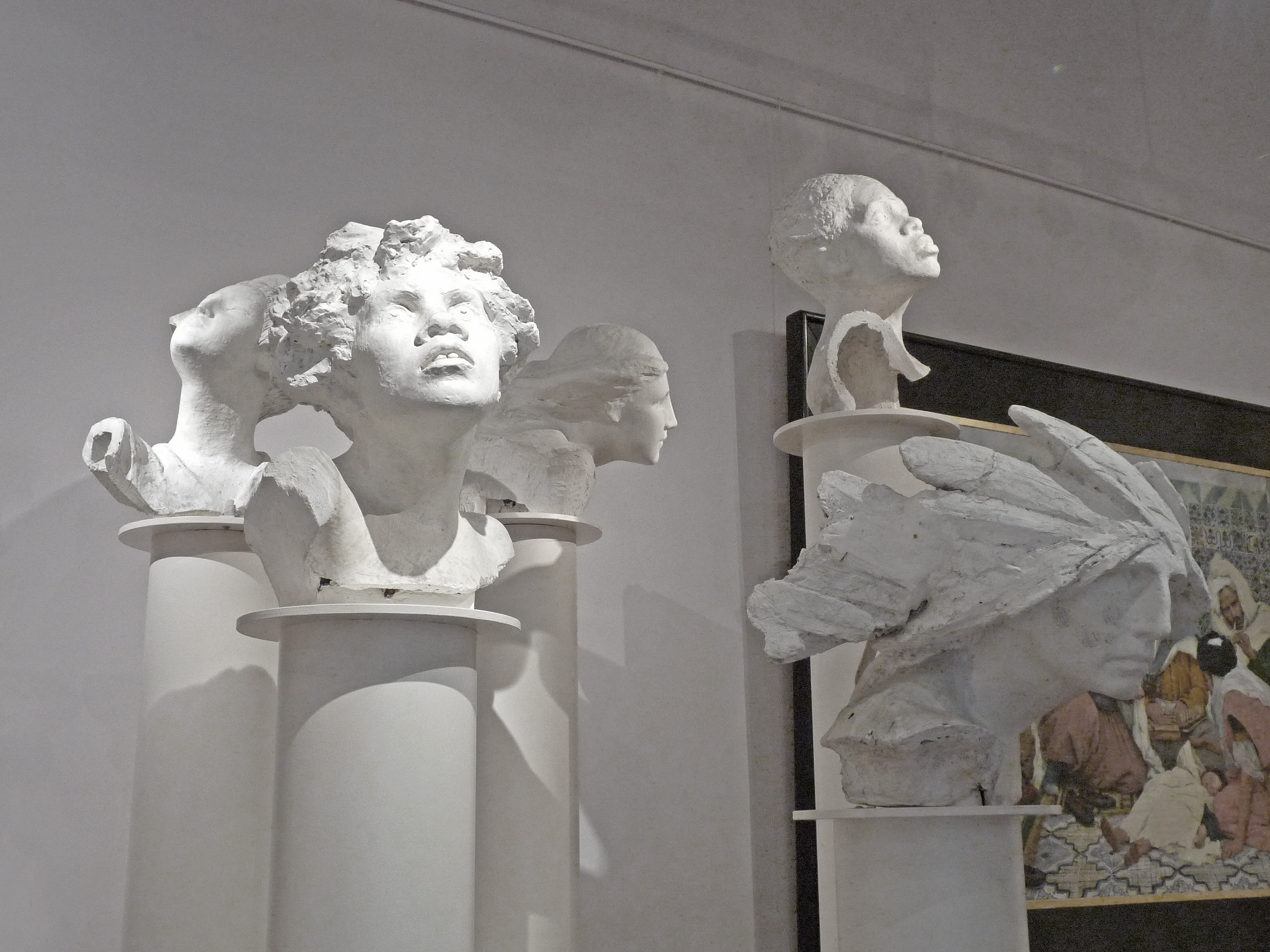
Studien der Köpfe der fünf Kontinente für das Monument des Weltpostvereins, …

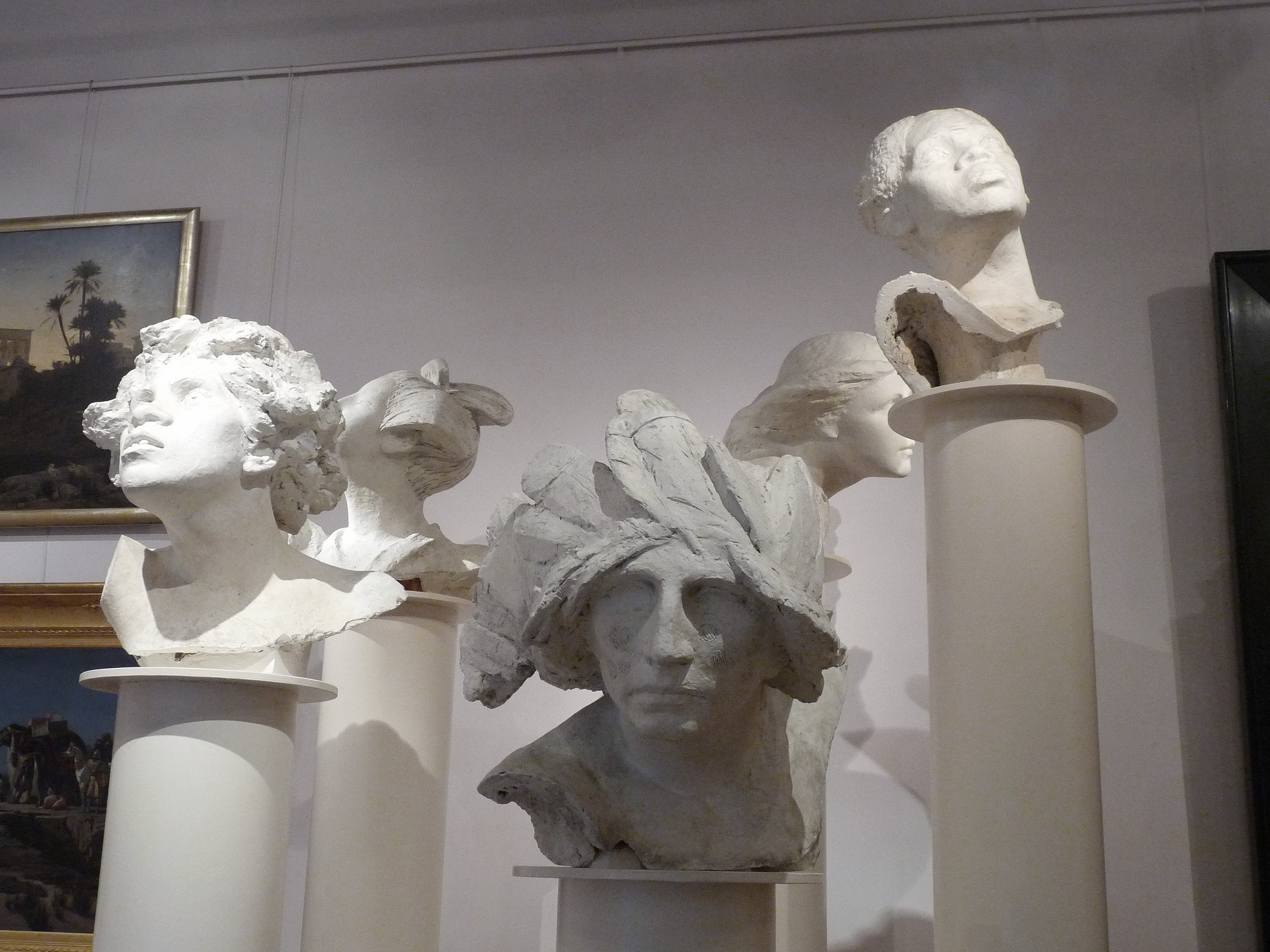
… Europas, Amerikas, Asiens, Ozeaniens, Afrikas

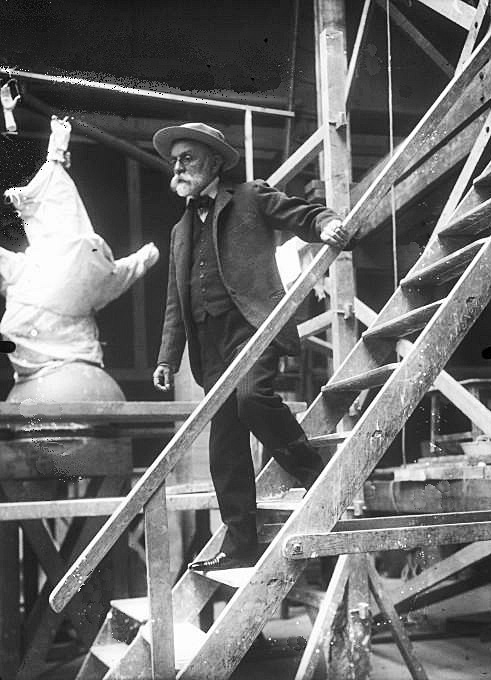
René de Saint-Marceaux in seinem Atelier 1907

Dem zu diesem Zweck gebildeten, aus elf Mitgliedern bestehenden Preisgericht lagen bis zum 15. September 1903 insgesamt 120 Entwürfe, im Massstab 1 zu 10, zur Begutachtung vor. Das Preisgericht bestand aus Bildhauern und Architekten aus mehreren Ländern Europas. Es begutachtete vom 23. bis 25. September 1903 im Bundesparlamentsgebäude die aus Gips gefertigten Modelle. Von ihnen wurden zunächst diejenigen ausgesondert, die augenscheinlich ungenügend waren oder zu dem Gedanken, um den es sich handelte, in keiner Beziehung standen; 39 Entwürfe wurden daher einstimmig und 66 mit Stimmenmehrheit ausgeschieden. Die übrigen 15 Entwürfe waren Gegenstand eingehender Diskussion mit darauf folgender nochmaliger Abstimmung, nach der noch sechs Entwürfe verblieben. Diesen hat das Preisgericht vier gleiche Preise von je 3000 Franken und weitere zwei gleiche Preise von je 1500 Franken zuerkannt. Die vier ersten hatten erhalten Emil Hundrieser aus Charlottenburg, Georges Morin aus Berlin, Ernest Dubois und Architekt René Patouillard aus Paris sowie der spätere Sieger René de Saint-Marceaux, welcher ebenfalls aus Paris stammte. Die beiden zweiten Preise erhielten Ignaz Taschner aus Breslau und Jakob August Heer aus München sowie Giuseppe Chiattone aus Lugano. Die Entwürfe wurden anschliessend einen Monat lang in der Reithalle öffentlich ausgestellt.
Von den preisgekrönten Entwürfen erfüllte nach dem einstimmigen Urteil des Preisgerichts keiner die im Programm festgesetzten Bedingungen vollständig. Das Urteil besagte, dass, wenn auch einige dieser Entwürfe sich durch schwungvolle Linien und eine gewisse Harmonie in ihrem Ganzen auszeichneten, in ihnen doch der zu verkörpernde Gedanke nicht genügend zum Ausdruck gebracht sei, die anderen, die vom allegorischen Gesichtspunkt aus ziemlich befriedigten, liessen in Bezug auf die ornamentale Anordnung zu wünschen übrig, ausserdem biete das vorgeschlagene Material im Allgemeinen nicht die nötige Gewähr für seine Widerstandsfähigkeit.
Das Preisgericht schlug daher vor, zwischen den genannten sechs Künstlern einen engeren Wettbewerb zu veranstalten. Die Bedingungen für diesen, mit einem Hinweis auf die Beachtung der Bestimmungen des Programms, wurden wie folgt festgesetzt:
- den Künstlern stand es frei, ihr Modell zu ändern;
- die neuen Modelle mussten in einem Zehntel der Grösse hergestellt werden, in der die Ausführung später erfolgen sollte;
- die Mitbewerber hatten ihrem Modell Abgüsse oder Photographien von einigen ihrer früheren Arbeiten beizufügen;
- das vorgeschlagene Material sollte ausreichende Gewähr für seine Widerstandsfähigkeit bieten (als nicht hinreichend widerstandsfähig wurden bereits ausgeschlossen: Seifenstein, galvanoplastische Bronze und Sandstein);
- jeder Mitbewerber erhielt für seine neue Arbeit eine Entschädigung von 1500 Frcs.;
- die Entwürfe mussten am 1. August 1904 im Bundespalast in Bern abgeliefert werden.

Bereits eine Woche später, am 8. August 1904, wurde der überarbeitete Entwurf von René de Saint-Marceaux, jetzt mit dem Titel «Autour du monde», zum Sieger erkoren. Der Künstler hatte seiner ursprünglichen Konzeption die Figur der sitzenden Berna hinzugefügt. Das Preisgericht wertete es als «eine mit grossem Talent ausgeführte Arbeit, die durch Originalität und elegante Proportionierung besticht und die Institution, zu deren Ehren sie erschaffen wurde, auf höchst passende Weise symbolisiert». Die Bundesversammlung beschloss die Errichtung des Kunstwerks am Steinhauerplatz in der Parkanlage Kleine Schanze.
Das Denkmal sollte ursprünglich bis Ende 1907 fertiggestellt werden. Doch aus verschiedenen Gründen, unter anderem weil der Künstler gesundheitlich angeschlagen war, verzögerte sich die Arbeit. Das mehrere Tonnen schwere Kunstwerk aus Bronze und Granit konnte 1909 vom Atelier in Neuilly-sur-Seine bei Paris, mit 60 Eisenbahnwagenladungen, nach Bern gebracht werden.
Einige der Gips- und Bronzemodelle von René de Saint-Marceaux, Emil Hundrieser und Frédéric-Auguste Bartholdi befinden sich heute im Museum für Kommunikation Bern. Teile des Modelles von Georges Morin sowie Entwürfe von Rodo mit dem Namen «Völker der Erde» befinden sich im Kunstmuseum Bern.

### Einweihung
Am 4. Oktober 1909 versammelten sich die 63 Delegierten aus 52 Ländern mit den Mitgliedern des diplomatischen Korps, dem schweizerischen Bundesrat, den Abgeordneten der Bundesversammlung, den Beamten des internationalen Büros und zahlreichen Gästen im Saal des Nationalrats. Bundesrat Ludwig Forrer entbot den Willkommensgruss des Bundesrats und erinnerte an den Beschluss des Kongresses von 1900, ein Denkmal zur Erinnerung an die Gründung des Weltpostvereins zu schaffen. Im Namen der fremden Delegierten antwortete Generaldirektor Mathias Mongenast aus Luxemburg als Alterspräsident, indem er der Eidgenossenschaft für die Bemühungen bei der Ausführung des Denkmals und die Einladung zur Feier dankte. Vor dem Bundeshaus ordnete sich hierauf der Zug der Teilnehmer, um sich nach dem Denkmalsplatz vor der Kleinen Schanze zu begeben. Der Staatssekretär des Reichspostamts Reinhold Kraetke trat vor das Denkmal und übergab es der Obhut der Schweizerischen Eidgenossenschaft. Nach einer Ansprache übernahm Bundesrat Forrer das Denkmal in die Obhut des Bundes und erklärte es als öffentliches Gut.

«Ich verspreche, dass die Schweizerische Eidgenossenschaft das Werk, ein völkerrechtlich heiliges Gut, treu behüten und bewahren wird.»

Vertreten waren unter anderem: Argentinien, Äthiopien, Belgien und der belgische Kongostaat, Bolivien, Bosnien-Herzegowina, Brasilien, Bulgarien, Costa Rica, Dänemark und die dänischen Antillen, Deutschland, die Dominikanische Republik, Frankreich und die französischen Kolonien, Griechenland, Grossbritannien, Guatemala, Honduras, Italien, Japan, Kanada, Kolumbien, Kreta, Kuba, Luxemburg, Mexiko, Montenegro, Neuseeland, die Niederlande und die niederländischen Kolonien, Norwegen, Österreich-Ungarn, Paraguay, Russland, Schweden, Serbien, Siam, Spanien, Tunis, Türkei, Uruguay, Venezuela und die Vereinigten Staaten von Amerika.
Die Festlichkeiten, über die in der Schweizer Presse ausführlich berichtet wurde, dauerten drei Tage mit Banketten, Privatdiners und Exkursionen an einige der schönsten Plätze der Schweiz.

## Briefmarken
Das Weltpostdenkmal, hauptsächlich die Allegorie der fünf Erdteile und die Weltkugel, wurde in zahlreichen Ländern auf Briefmarken dargestellt. Eine Abbildung findet sich auch auf den Internationalen Antwortscheinen (IAS).
Zum 100-jährigen Gedenken an das Denkmal 2009 gaben die Schweizerische Post und die französische Post eine gemeinsame Sondermarke heraus. Die Schweizer Marke ist nur für offizielle Postsendungen des Weltpostvereins gültig, während die französische in den öffentlichen Verkauf gelangte. Im Rathaus von Bern wurde vom 9. bis 11. Oktober 2009 eine Ausstellung historischer Dokumente und Wertzeichen im Zusammenhang mit der Geschichte gezeigt. Die Ausstellung wurde anschliessend ins Internationale Büro des Weltpostvereins verlegt, wo sie während der Verwaltungsratssession vom 26. Oktober bis 13. November 2009 gezeigt wurde.

Internationale Antwortscheine (Auswahl)
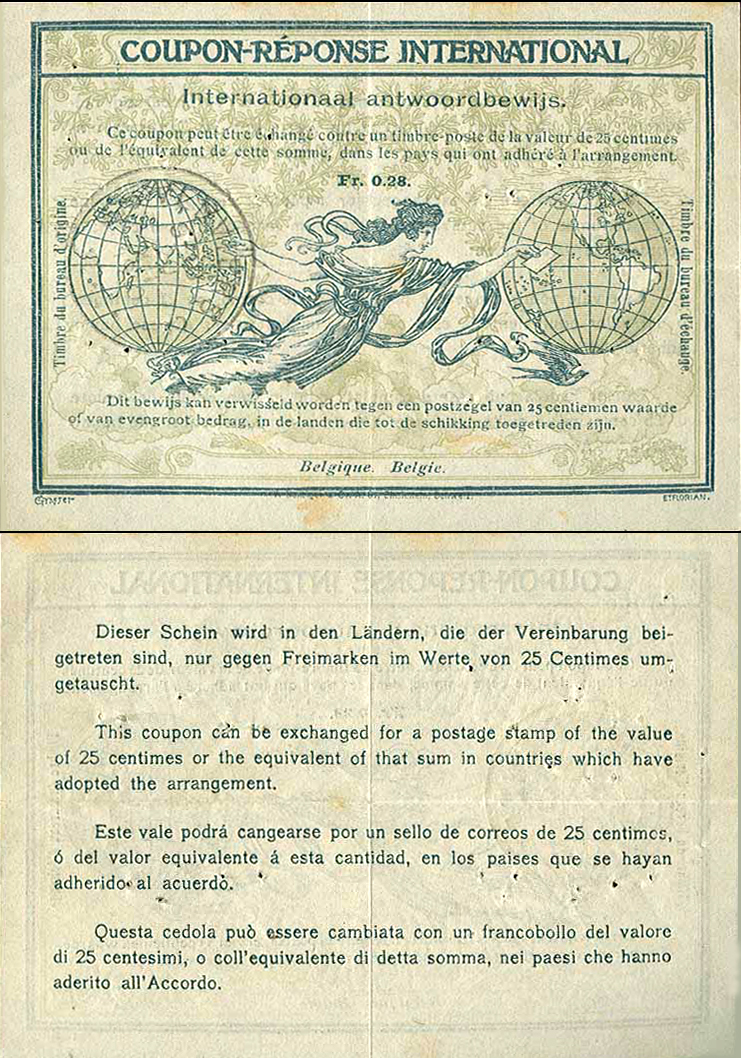
IAS-Model «Rom» von 1906, ausgegeben von Belgien

Briefmarken aus «Aller Welt» mit dem Motiv des Denkmals (Auswahl)
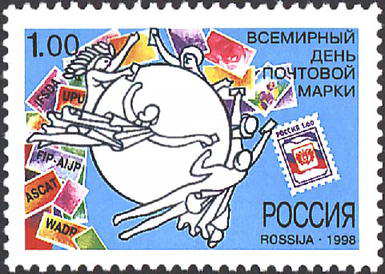
Russland zum Tag der Briefmarke 1998
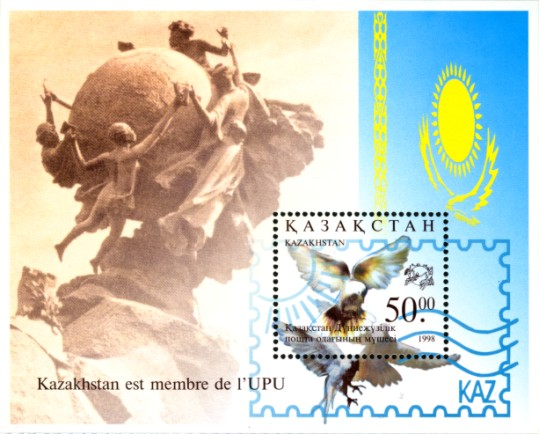
Briefmarkenblock aus Kasachstan, 1998
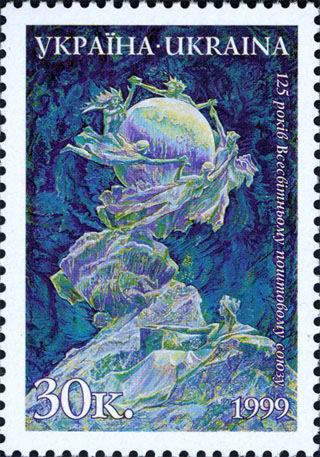
Ukraine, 1999
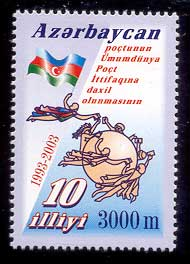
Aserbaidschan, 2003: «Künstlerische Freiheit», eine weitere Figur mit einem Gewand aus der Flagge Aserbaidschans, übergibt einen Brief an die Gruppe der fünf
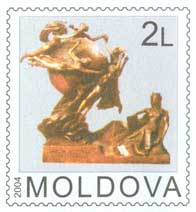
Republik Moldau, 2004